# 安道爾—西班牙關係
安道爾－西班牙關係（Andorra–Spain relations）是安道尔与西班牙的双边关系。这两个国家都是欧洲理事会、伊比利亚-美洲国家组织和联合国的成员。

## 历史

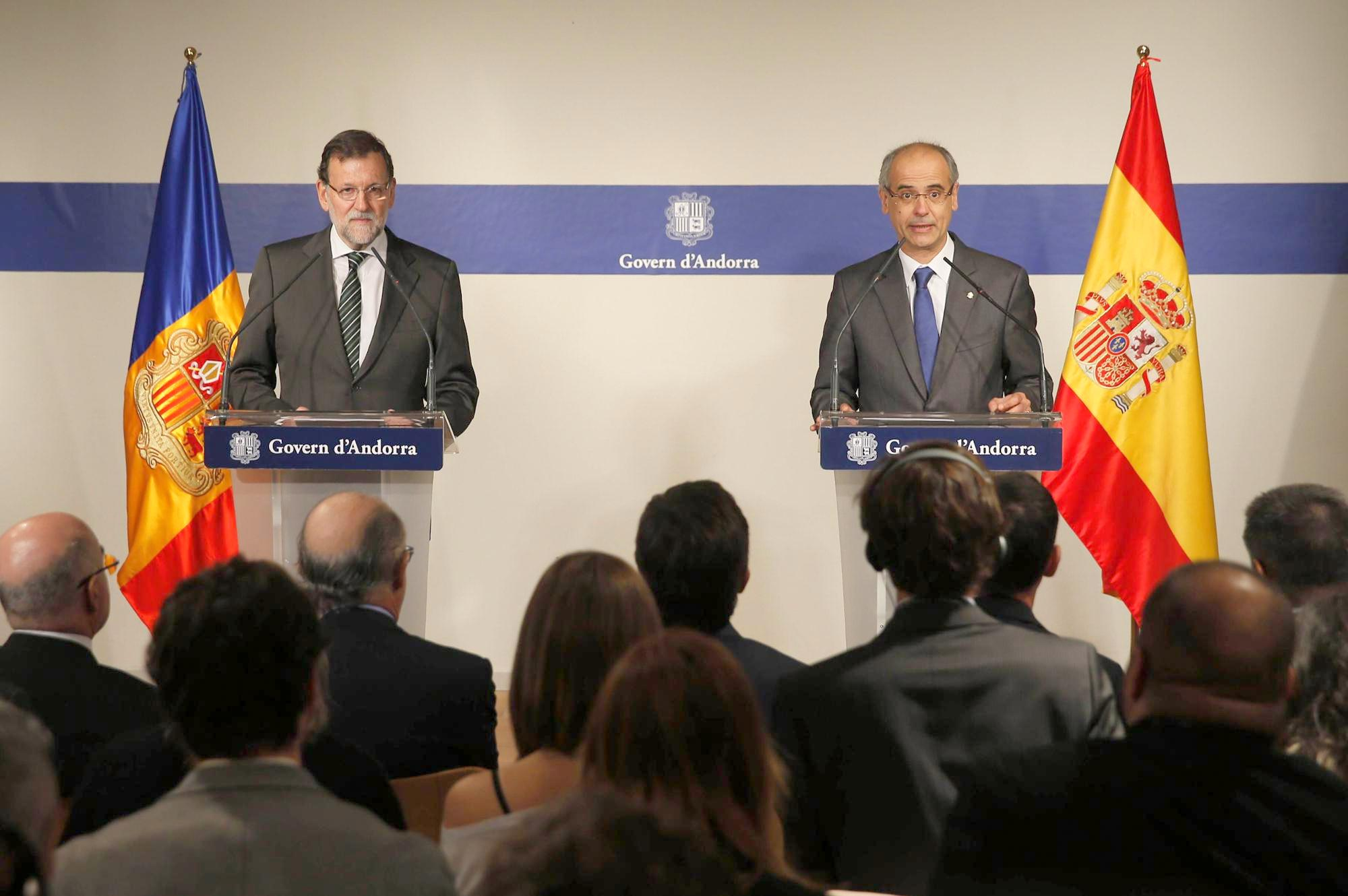
2015年1月西班牙首相马里亚诺·拉霍伊和安道尔首相安东尼·马蒂在拉霍伊访问安道尔期间的新闻发布会上

安道尔和西班牙有着不同寻常的长期关系。安道尔是查理曼创建的，作为倭马亚王朝征服伊斯帕尼亚之后法国和它的缓冲国。1278年，在乌赫尔伯爵的法国继承人和乌赫尔的西班牙主教发生争执后，安道尔根据“帕雷契”协议，采取了同时让一名法国人和一名西班牙人当安道尔亲王的做法。在超过700年的时间里，安道尔是由法国领导人和西班牙乌赫尔主教共同统治的。在西班牙内战期间，安道尔接收了来自西班牙冲突双方的难民。在第二次世界大战期间，安道尔成为从维希法国到中立国西班牙的一条重要的走私路线。
安道尔与西班牙签署《安道尔、法国与西班牙睦邻友好合作联合条约》后，两国正式建立外交关系，之后，安道尔通过了一部新宪法，确立了议会民主制。在安道尔，乌赫尔的主教和法国的总统一起担任安道尔大公。1993年，西班牙在安道尔城设立了驻安道尔大使馆。2005年，安道尔加入伊比利亚-美洲国家组织，同年，安道尔首相阿尔韦特·平塔特出席了在西班牙萨拉曼卡举行的伊比利亚-美洲高峰会。2015年1月，西班牙首相马里亚诺·拉霍伊成为第一位访问安道尔的西班牙领导人。这次访问是双边关系良好状态的一个明显例子。2016年11月，安道尔首相安东尼·马蒂邀请西班牙国王费利佩六世访问安道尔公国，两国双边关系逐步加强。
西班牙人是到安道尔旅游的人数最多的民族。西班牙公民也是安道尔数量最多的外国居民，有1.8万多名西班牙公民居住在安道尔。

## 双边协定
自1993年以来，两国签署了几项双边协定，例如《睦邻友好合作条约》(1993年);关于《圣公会共同亲王规约》的协定(1995年);关于每个国家公民入境、流通、居住和定居的协定(2000年);《社会保障协定》(2002年);关于相互承认狩猎武器授权和体育射击的协定(2005年);《教育事务协定》(2005年);司法机构总理事会与高等司法委员会合作协议(2006年);税收事项信息交换协定(2010年);关于进入各国大学的协定(2010年);废物转让协定(2011年);《西班牙国家司法部长与安道尔高等司法委员会主席关于建立检察官交流访问计划的合作议定书》(2014年);避免双重征税协定(2015年);《国际道路运输协定》(2015年);谅解备忘录、友谊和一般合作(2015年);西班牙司法总理事会和安道尔高等司法理事会之间的协定(2015年);《打击犯罪和安全事务合作公约》(2015年);安道尔卫生部与AEMPS关于药品、保健品和化妆品合作的谅解备忘录(2017年);《关于将高危传染病患者转移到西班牙专科医疗中心治疗的谅解备忘录》(2017年);《关于外交、领事、外交代表机构行政和技术人员的家属从一国向另一国在国际组织进行有偿专业活动的协议》(2017年)和《网络安全领域谅解备忘录》(2017年)

## 贸易
2017年，安道尔和西班牙之间的贸易总额为8.35亿欧元。安道尔对西班牙的主要出口包括烟草和家具。西班牙向安道尔出口大部分的基本食品和燃料。西班牙是安道尔最大的贸易伙伴。几家西班牙跨国公司在安道尔经营。一些安道尔银行在西班牙经营。

## 常驻外交使团
- 安道尔驻马德里大使馆[4]
- 西班牙驻安道尔城大使馆[5]

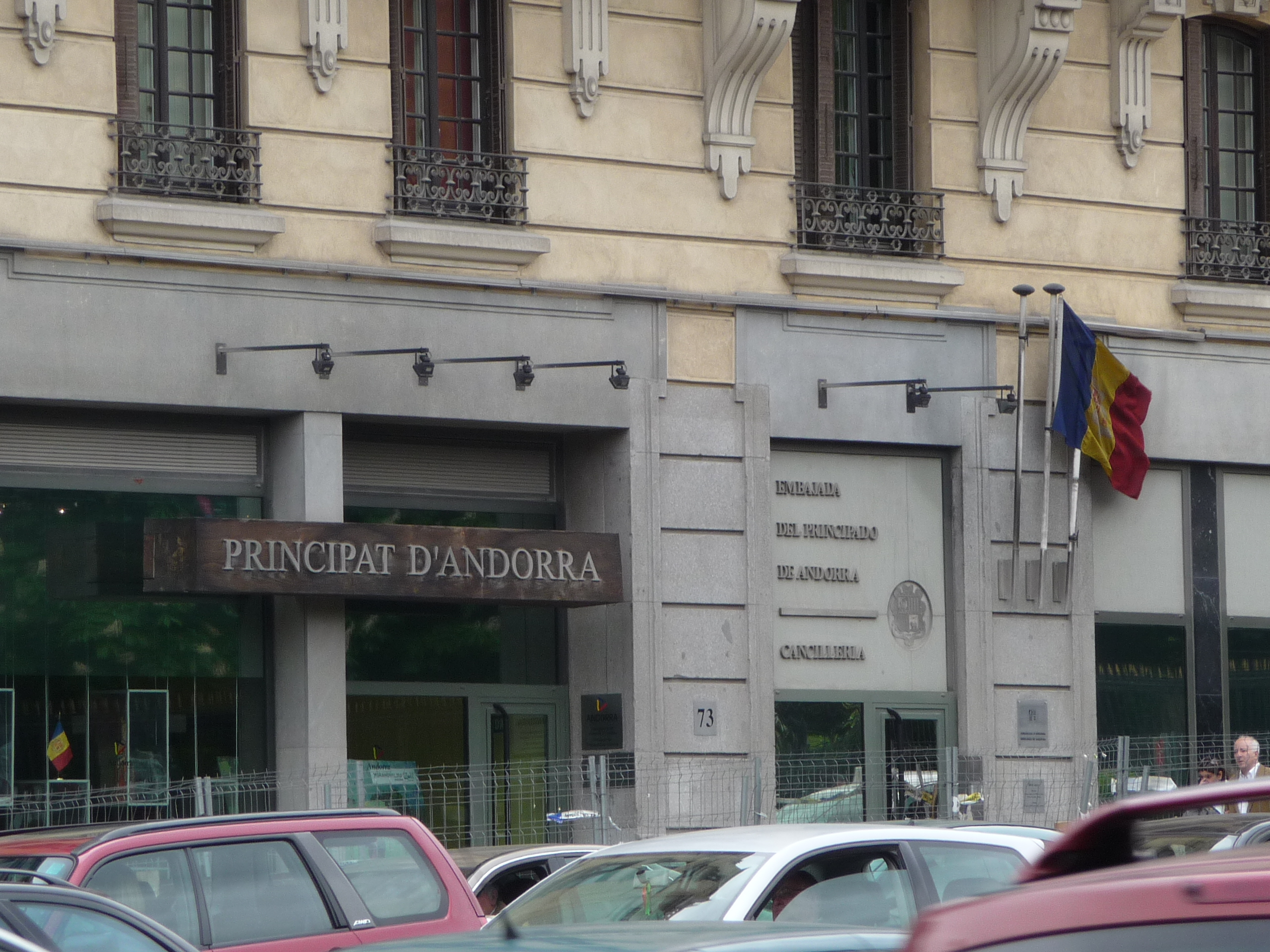
安道尔驻马德里大使馆
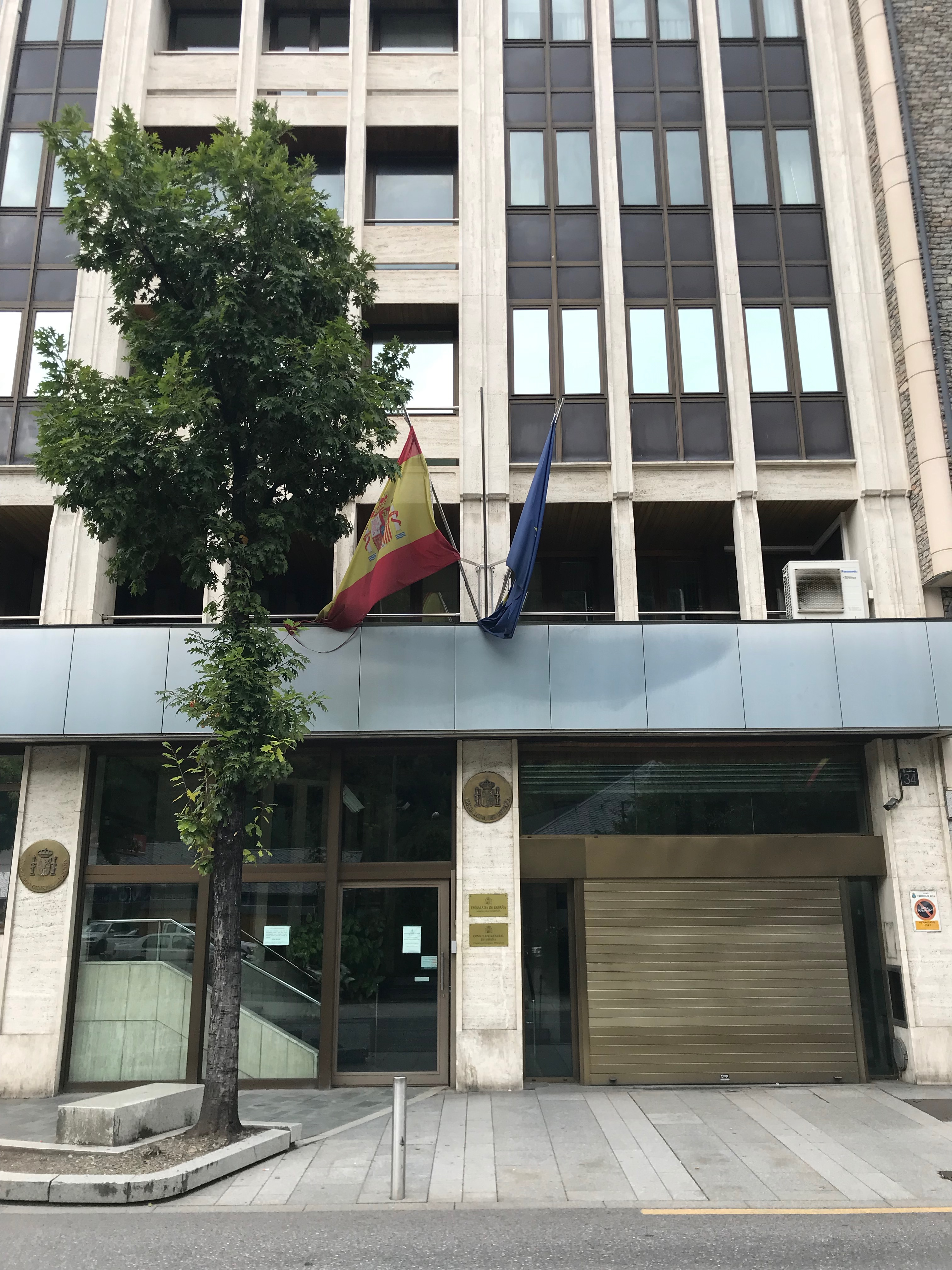
西班牙驻安道尔城大使馆